# Гекконы
Гекко́ны, или гекко́новые, или цепкопа́лые (лат. Gekkonidae), — обширное семейство небольших и средней величины весьма своеобразных ящериц, характеризующихся в большинстве случаев двояковогнутыми (амфицельными) позвонками, утратой височных дуг, как правило, парными теменными костями, отсутствием теменного отверстия, а также в той или иной мере расширенными ключицами, обычно с отверстиями на внутренних краях.
На голове гекконов многочисленные зернистые или мелкие многоугольчатые щитки; большие глаза без век, покрытые неподвижной прозрачной оболочкой; широкий язык с небольшой вырезкой спереди, покрытый сверху мелкими сосочками; у большинства видов ночная активность; способны издавать звуки.

## Распространение
Большинство гекконов — обитатели тропических и субтропических областей Старого и Нового Света. Некоторые виды распространяются далеко на север до юго-запада США, юга Европы и Сербии; на юг — до островов Новой Зеландии и Южной Америки. Некоторые виды гекконов встречаются на удалённых океанических островах и коралловых атоллах и наряду со сцинками часто являются единственными наземными рептилиями в этих областях.
Местообитания многих гекконов ограничены субстратом и приурочены к определённым типам камней, почв или видам деревьев. Разнообразие гекконов особо велико в засушливых и полузасушливых областях Африки и Австралии, а также в лесах Южной Азии и Мадагаскара. Несколько видов обитают в Северной Америке, Европе и Средней Азии.

## Образ жизни
Большинство гекконов ведут ночной образ жизни. Тем не менее, представители некоторых родов, таких как фельзумы и карликовые гекконы, активны днём.

### Питание
Питаются преимущественно насекомыми. Крупные виды часто поедают более мелких гекконов. Некоторые могут дополнять свой рацион нектаром, плодами и соком растений.

### Размножение
У гекконов встречается как температурное, так и хромосомное определение пола. При этом первое было наиболее вероятным у их общего предка. Все гекконовые являются яйцекладущими. Самки откладывают по 1—2 яйца с мягкой оболочкой, которая быстро затвердевает. Некоторые виды являются партеногенетическими, что позволяет им значительно расширять свой ареал, перемещаясь вместе с человеческим транспортом.

### Вокализация
В отличие от других рептилий, многие гекконы обладают настоящими голосовыми связками, способными извлекать разнообразные звуки. Представители семейства издают их как для выражения дискомфорта, так и при социальных взаимодействиях. Развитая вокализация считается специализацией к ночному образу жизни.
Исследование, проведённое на гекконах токи не обнаружило эффекта Ломбарда: при повышении уровня фонового шума гекконы не увеличивали громкость своей вокализации, а изменяли её структуру, уменьшая число щелчков и увеличивая количество криков.

## Конечности

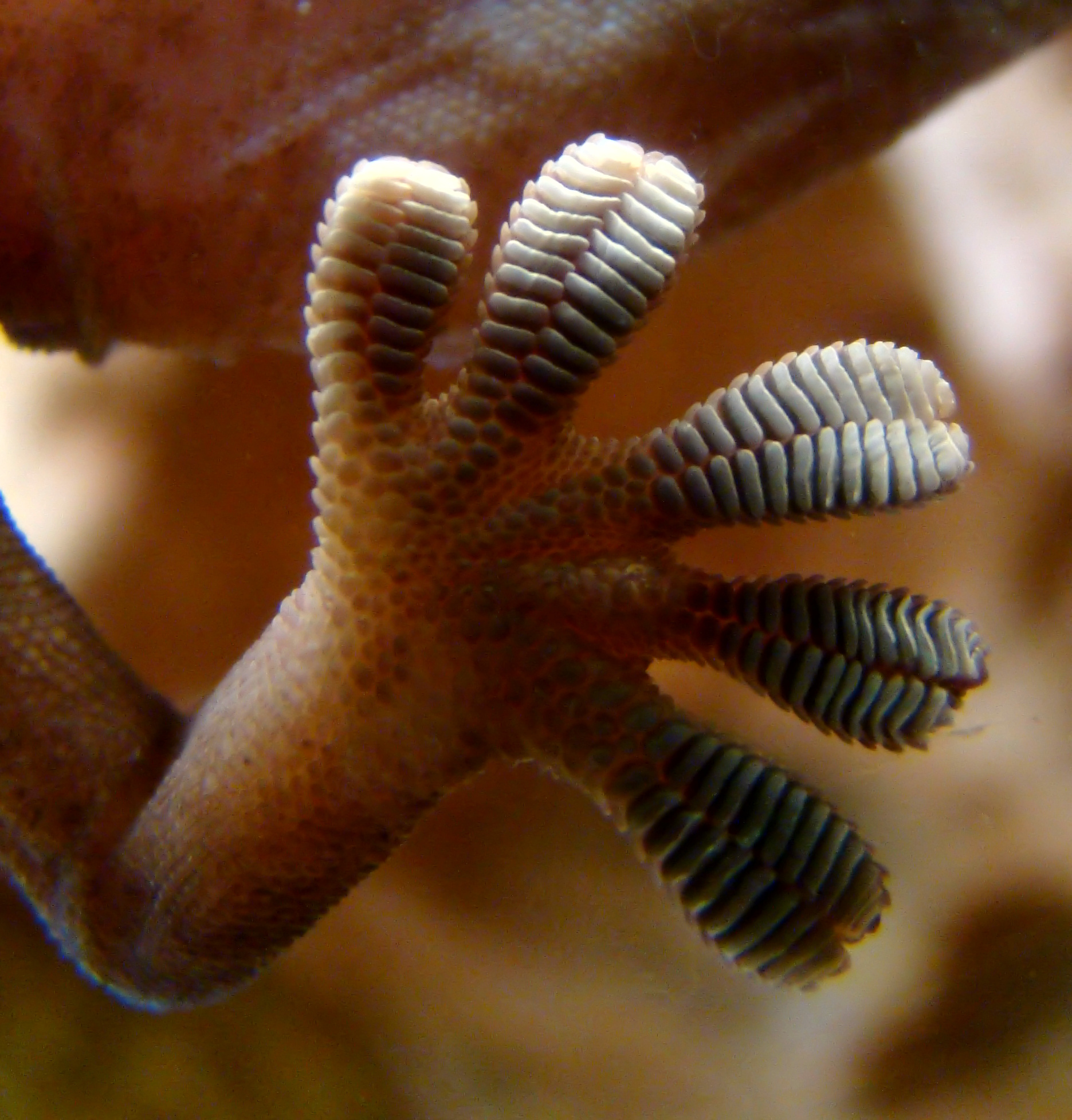
Лапка геккона

Лапки геккона покрыты множеством микроскопических волосков, сцепляющихся с опорной поверхностью посредством ван-дер-ваальсовых сил, что помогает ящерице перемещаться по потолку, стеклу и другим поверхностям. Геккон массой в 50 грамм способен удерживать на лапках груз весом до 2 кг.
Лапы и тело геккона также участвуют в прикреплении волосков к стеклу, играя роль своеобразной биологической пружины, прижимающей конечности рептилии к гладкой поверхности.

## Палеонтология
Ископаемые гекконы известны из балтийского и доминиканского янтарей.

## Классификация
Подсемейства в настоящее время не выделяются. Ранее рассматривавшиеся в составе гекконов в качестве подсемейств Eublepharinae и Diplodactylinae выделены в собственные семейства — эублефаровые и Diplodactylidae (цепкопалые Австралии, Новой Зеландии и Океании).
На август 2020 года в семейство включают 1356 видов, объединённых в 58 родов, среди которых крупнейшие: Cyrtodactylus (305 видов), Cnemaspis (171 вид, Hemidactylus (164 вида):
- Afroedura — Скалистые гекконы
- Afrogecko
- Agamura — Агамуры, или крысохвостые гекконы[19]
- Ailuronyx — Аилюрониксы[19]
- Alsophylax — Североазиатские геккончики
- Altiphylax
- Blaesodactylus
- Bunopus — Южноазиатские геккончики
- Calodactylodes — Калодактилодесы[20]
- Chondrodactylus — Песчаные гекконы, или хрящепалые гекконы[21]
- Christinus
- Cnemaspis — Кнемасписы[21]
- Crossobamon — Гребнепалые гекконы
- Cryptactites
- Cyrtodactylus — Кривопалые гекконы
- Cyrtopodion
- Dixonius
- Dravidogecko
- Ebenavia — Эбенавии[22]
- Elasmodactylus
- Geckolepis — Мадагаскарские крупночешуйчатые гекконы[22]
- Gehyra — Гехиры[22]
- Gekko — Настоящие гекконы, или гекко
- Goggia
- Hemidactylus — Полупалые гекконы, или домовые гекконы[23]
- Hemiphyllodactylus — Полуплоскопалые гекконы[24]
- Heteronotia — Австралийские векоподвижные гекконы[24]
- Homopholis — Гомофолисы[25]
- Kolekanos
- Lakigecko
- Lepidodactylus — Чешуепалые гекконы[25]
- Luperosaurus — Филиппинские гекконы[26]
- Lygodactylus — Карликовые гекконы
- Matoatoa
- Mediodactylus — Средиземноморские тонкопалые гекконы
- Microgecko — Микрогекко[27]
- Nactus — Нактусы
- Narudasia — Нарудазии[27]
- Pachydactylus — Толстопалые гекконы[28]
- Paragehyra — Тулеарские гекконы[29]
- Paroedura — Парёдуры[29]
- Parsigecko
- Perochirus — Тихоокеанские гекконы[29]
- Phelsuma — Фельзумы, или дневные мадагаскарские гекконы
- Pseudoceramodactylus — Псевдоцерамодактилюсы[30]
- Pseudogekko — Псевдогекко[30]
- Ptenopus — Птенопусы[30]
- Ramigekko
- Rhinogecko
- Rhoptropella — Роптропеллы[31]
- Rhoptropus — Роптропусы[31]
- Stenodactylus — Узкопалые гекконы[32]
- Tenuidactylus — Тонкопалые гекконы
- Trachydactylus — Шероховатые гекконы[33]
- Trigonodactylus
- Tropiocolotes — Тропиколоты
- Urocotyledon — Щупальцехвостые гекконы, или сейшельские листопалые гекконы[33]
- Uroplatus — Плоскохвостые гекконы

## Иллюстрации

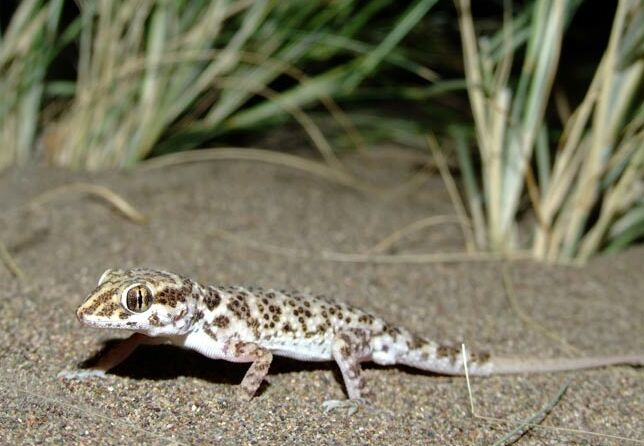
Бугорчатый геккончик
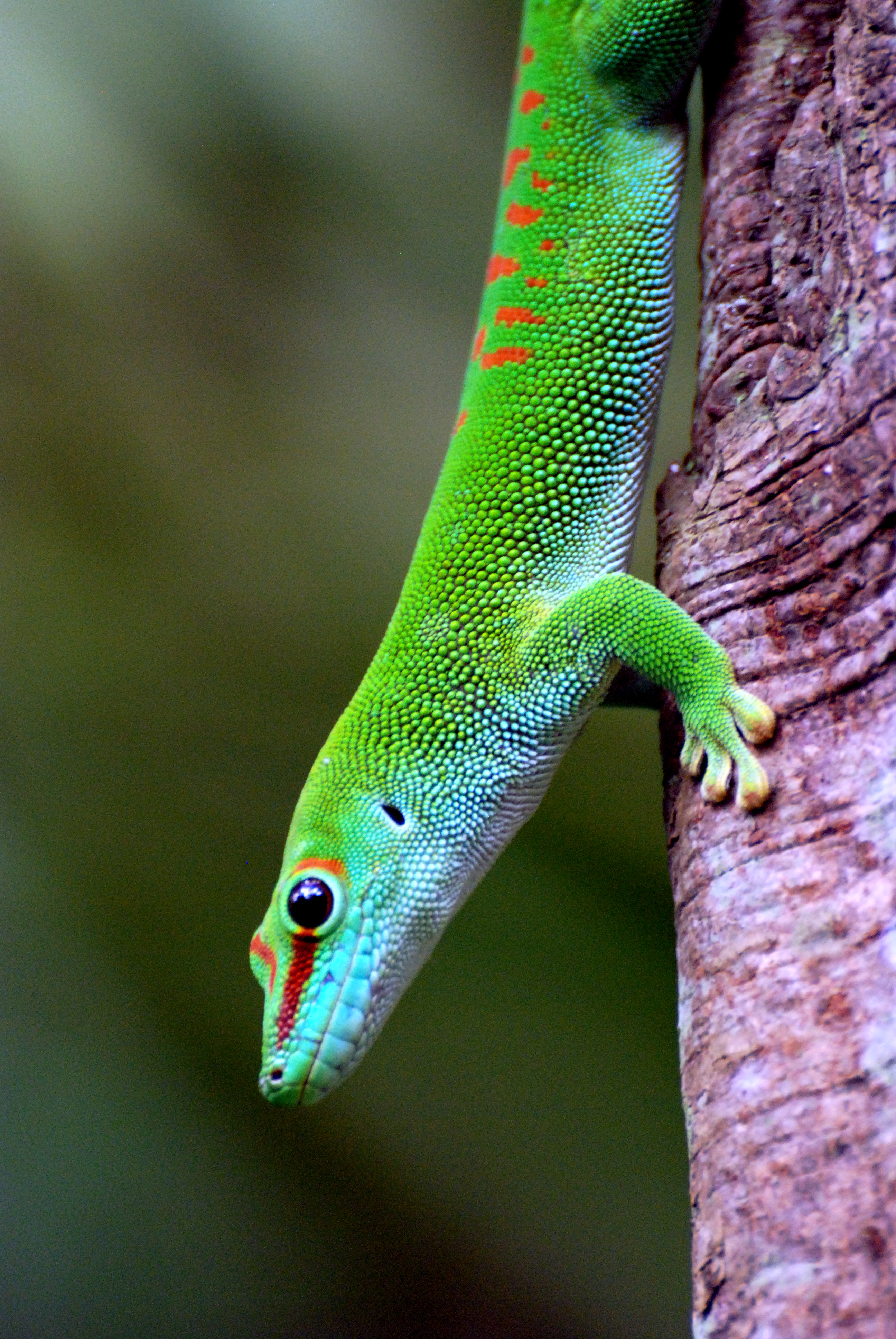
Мадагаскарский дневной геккон
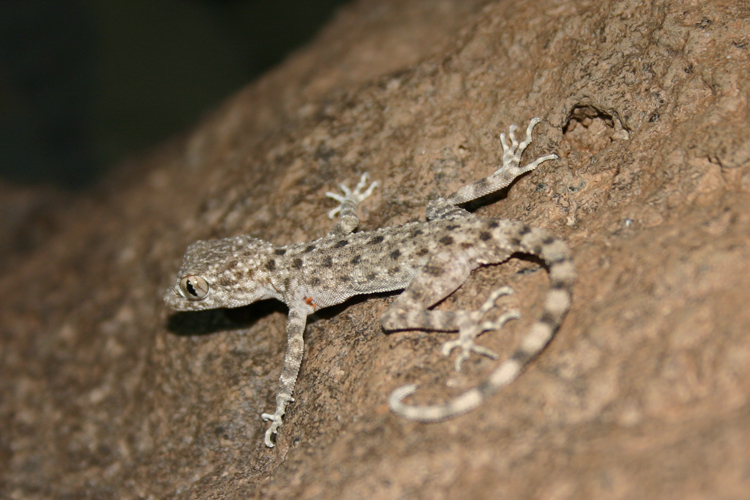
Длинноногий геккон
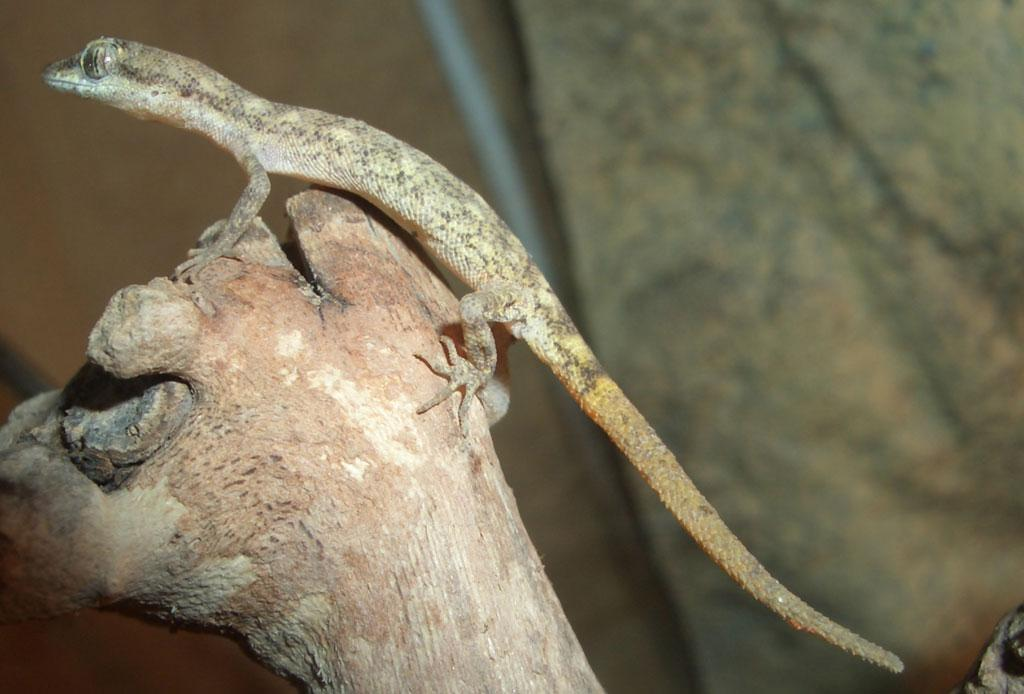
Африканский карликовый геккон Штейднера
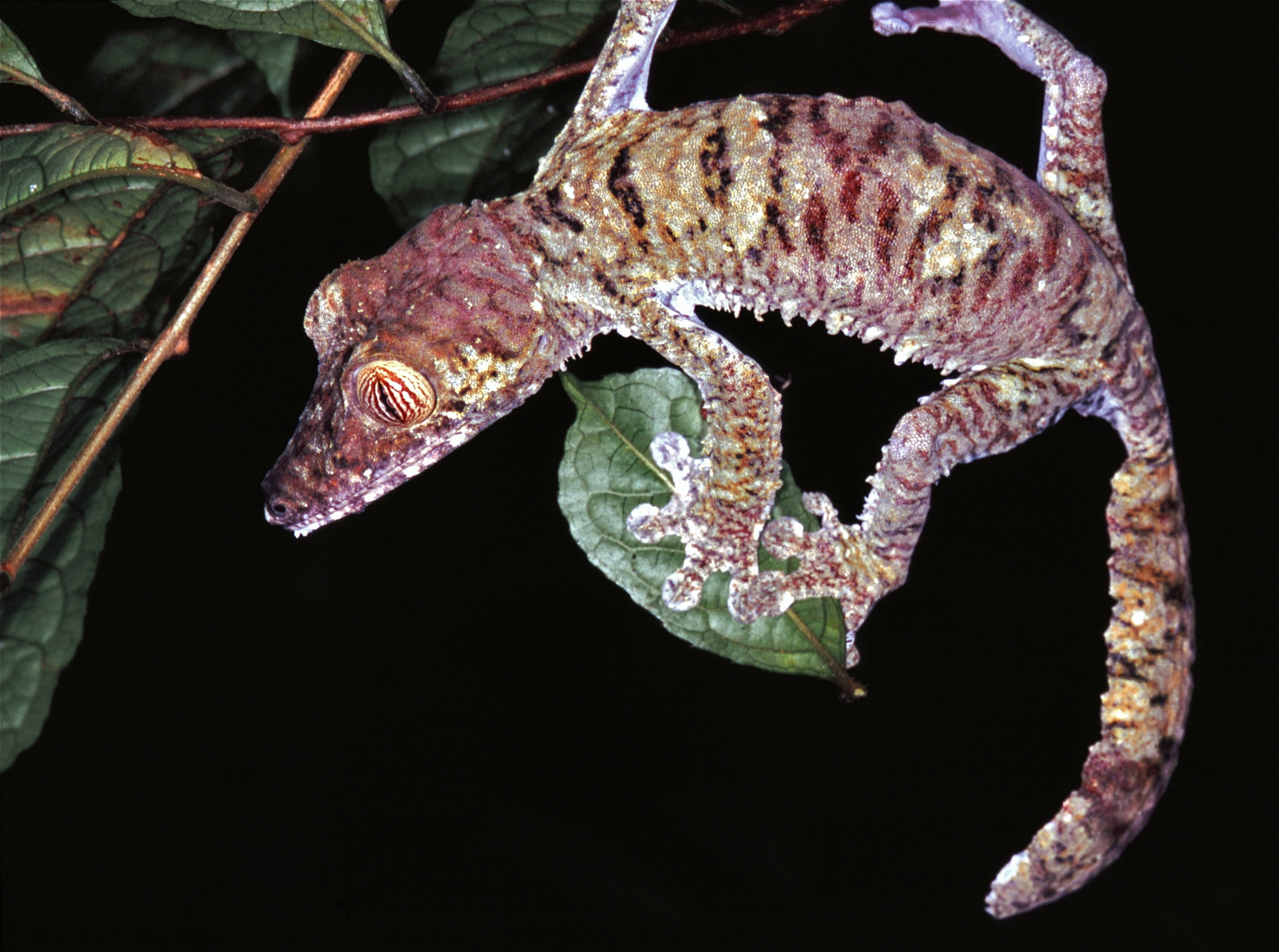
Мадагаскарский плоскохвостый геккон